# 豊田館跡
座標: 北緯39度10分47秒 東経141度11分27.5秒 / 北緯39.17972度 東経141.190972度
豊田館跡（とよだのたちあと）は、岩手県奥州市江刺にある平安時代末期の遺跡。

## 歴史
平安時代に陸奥守源頼義から江刺郡を授かった奥州藤原氏の祖先・藤原経清が居館として築き、後三年の役の後に平泉を築いた経清の子、清衡が生まれ育った場所であると伝承されている。清衡は康和元年（1099年）、豊田館から母方安倍氏ゆかりの地である衣川を越えた平泉へ移った。
豊田館は、清衡が平泉に拠点を移した後も平泉館など奥州藤原氏の5館の一つとして政庁的な機能をもっていたと推測されている。

## 現状
現在は史跡公園として整備保存され、一画には安永3年（1774年）の建立の仙台藩儒田辺希元撰の豊田城跡碑がある。碑文には、「藤原経清の居館豊田跡にして嫡男清衡生誕の地である」と記されている。
具体的な発掘調査は行なわれておらず遺構の内容は不明であるが、中国産の白磁四耳壺（奥州市指定有形文化財）や石川県珠洲産の大日如来像を型押しにした塼仏が出土している。
豊田館跡付近に造られた歴史公園「えさし藤原の郷」では豊田館が推定復元されている。

## 所在地
- 岩手県奥州市江刺岩谷堂下苗代沢字餅田(場所には諸説あるが、擬定地として挙げられている)

## アクセス
- 東北新幹線水沢江刺駅より車で約15分